# Уайърс (шелфов ледник)
Шелфовият ледник Уайърс (на английски: Wyers Ice Shelf) е малък шелфов ледник, заемащ част от крайбрежието на Източна Антарктида, край брега на Земя Ендърби, в акваторията на море Космонавти, част от Индоокеанския сектор на Южния океан. Простира се в югозападната част на големия залив Амундсен и е с дължина и ширина около 10 km. На северозапад се затваря от големия полуостров Сакелари, а на югоизточния му бряг се издига връх Пристли (696 m).
Шелфовият ледник Уайърс е открит, изследван и топографски заснет през 1956 – 57 г. от австралийска антарктическа експедиция. През 1961 г. е наименуван Уайърс от Австралийската Комисия по антарктическите названия в чест на австралийския глациолог Робърт Уайърс, ръководител на полярната станция „Моусън“ през 1961 г.